# Marcel Batilliat
Ne doit pas être confondu avec Pierre Batilliat.
Marcel Batilliat est un romancier français né le  19 novembre 1871 à Lyon et mort le  27 décembre 1941 à Versailles.

## Biographie
Nourri de symbolisme, Jean Marcel Batilliat commence par écrire des romans dans la veine décadente, revisitant notamment le mythe de Tristan et Iseut dans Chair mystique, où se mêlent érotisme et mystique.
Membre puis vice-président de la Société des gens de lettres.
En 1940, il est élu président de l'Académie des sciences morales, des lettres et des arts Versailles et d'Ile-de-France.
Il fut l'un des proches amis d’Émile Zola et demeura à l'origine de l'effort de mémoire que l'on entretint à Versailles et en France après sa disparition.
Le 6 novembre 1903, il épouse à Cholet, Marie Joséphine Jeanne Eloïse Martin.

## Œuvres
- Chair mystique, 1897 ; réédition Séguier, « Bibliothèque Décadente », 1995  (ISBN 2-84049-045-5), présentation de Jean de Palacio
- La Beauté, 1900
- Versailles-aux-Fantômes, 1902
- Paul Adam : biographie illustrée de portraits, caricatures, autographes ; suivie de divers fragments de critique et d'un essai de bibliographie..., 1903
- Éloge d'Emile Zola, discours prononcé le 1er octobre 1905 au nom de la jeune littérature française à la cérémonie commémorative de Médan, 1905
- La Joie, 1905
- La Vendée aux genêts, 1908
- La Liberté, 1912
- L'Interprétation de Versailles dans la littérature contemporaine, 1921
- La Loi d'amour, 1921
- Survivre, 1926
- Deux séjours de Renan à Versailles, 1927 (avec F. Boulé)
- Le Sortilège du printemps, 1928
- La Flamme de l'automne, 1930
- Émile Zola. Avec 40 planches hors texte en héliogravure, 1931

## Distinction
- prix Emile Zola par la Société des Gens de Lettres en 1920[4]